# Юрченко Ігор Валерійович
Ігор Валерійович Юрченко (нар. 6 серпня 1971, Чернівці) — український науковець у галузі стійкості стохастичних диференціальних рівнянь. Кандидат фізико-математичних наук, доцент.

## Освіта
У 1993 році закінчив математичний факультет  з великим трудом, з Божою поміччю(кафедра математичних проблем управління та кібернетики, спеціальність — прикладна математика) Чернівецького державного університету імені Юрія Федьковича (ЧДУ), у 1995 році — аспірантуру при цьому ж університеті (кафедра математичного моделювання, науковий керівник — доктор фіз.-мат. наук, професор Ясинський В. К.).
Кандидатську дисертацію «Математичні методи дослідження стійкості у стохастичному моделюванні динамічних систем з післядією» (спеціальність 01.05.02 — математичне моделювання та обчислювальні методи в наукових дослідженнях) захистив 24 червня 1995 р. на Спеціалізованій вченій раді в ЧДУ; науковий керівник — доктор фіз.-мат. наук, професор Ясинський В. К.; офіційні опоненти: доктори фіз.-мат. наук, старші наукові співробітники М. В. Андрєєв i Р. В. Бобрик; провідна установа — Київський національний університет iм. Тараса Шевченка.

## Кар'єра
З 1 липня 1995 р. працював асистентом кафедри математичного моделювання Чернівецького національного університету імені Юрія Федьковича. У 2001 р. перейшов на новостворену кафедру математичної і прикладної статистики (МіПС). З 2002 р. працює на посаді доцента цієї кафедри (у 2010 р. кафедру МіПС перейменовано на кафедру стохастичного та системного аналізу (СтаСА), у 2012 р. — на кафедру системного аналізу і страхової та фінансової математики (САСФМ)). З 2017 року — доцент кафедри математичного моделювання.

## Наукові інтереси
Стійкість і стабілізація розв'язків стохастичних функціонально-диференціальних рівнянь з урахуванням марковських, напівмарковських і пуассонових збурень. Системи штучного інтелекту, нейромережі.
В авторстві і співавторстві опублікував 4 монографії, більше 10 навчальних посібників з грифом Міністерства освіти і науки України, понад 100 статей і тез доповідей на міжнародних наукових конференціях.
Був членом спеціалізованої вченої ради по захисту кандидатських дисертацій в Чернівецькому національному університеті імені Юрія Федьковича.

## Досягнення
Встановлення умов стійкості та стабілізації розв'язків стохастичних диференціальних рівнянь з урахуванням пуассонових збурень, марковських збурень, випадкових операторів певного вигляду.
Бібліометрика української науки від Google Scholar і Scopus (nbuviap.gov.ua)
За безпосередньої участі в Чернівецькому національному університеті на факультеті математики та інформатики відкрито та акредитовано три спеціальності — Статистика (2000 р.), Системний аналіз (2009, 2014 р.), Актуарна і фінансова математика (2013 р.)
У період з 1999 по 2006 рр. входив до складу редколегії «Наукового віснику Чернівецького університету. Серія: Математика».

## Монографії та навчальні посібники
1. Лекції з теорії стохастичного моделювання. Ч. 3. Імітаційне статистичне моделювання на ЕОМ / Л. І. Ясинська, В. К. Ясинський, І. В. Юрченко. — Чернівці: Зелена Буковина, 1999. — 346 с. — ISBN 966-7354-07-5 (серія). — ISBN 966-7354-08-3 (ч. 3).
2. Методи стохастичного моделювання систем / І. В. Юрченко, Л. І. Ясинська, В. К. Ясинський. — Чернівці: Прут, 2002. — 416 с. — ISBN 966-560-049-4.
3. Економічна інформатика: теорія, програмування, практикум: учебное пособие / А. Р. Семчук, І. В. Юрченко. — 2-ге вид., випр. і допов. — Чернівці: Місто, 2004. — 386 с. : ілюстр. — Бібліогр.: с. 379—383. — ISBN 966-8341-15-5.
4. Царков Є. Ф., Ясинський В. К., Ясинський Є. В., Юрченко І. В. Теорія математичної статистики.– Чернівці: Золоті літаври, 2007.– 583 с.
5. Ясинський В. К., Юрченко І. В. Стійкість та оптимальне керування в лінійних стохастичних динамічних системах з випадковими операторами.– Чернівці: Золоті литаври, 2009.– 237 с.- ISBN 978-966-407-029-1.
6. Ясинський В. К., Ясинський Є. В., Юрченко І. В. Стабілізація у динамічних системах випадкової структури.– Чернівці: Золоті литаври, 2011.– 738 с.- ISBN 966-407-021-1.
7. Ясинський В. К., Юрченко І. В. Асимптотика розв'язків у випадкових системах з необмеженою післядією.– Чернівці: Видавничий дім «РОДОВІД», 2014.– 266 с.
8. Ясинський В. К., Юрченко І. В.  Стійкість та оптимальне керування в стохастичних динамічних системах з випадковими операторами. Монографія. Видання друге, доповнене . — Чернівці: Технодрук, 2019. –  258 с. — ISBN 978-617-7611-54-6.

## Статті
- Ukrainian Mathematical Journal, 1995, Vol.47, Issue 7, 1135—1147.
- Ukrainian Mathematical Journal, 1995, Vol.47, Issue 11, 1779—1787.
- Ukrainian Mathematical Journal, 1995, Vol.47, Issue 11, 1788—1797.
- Никитин А. В., Юрченко И. В., Ясинский Е. В. Оптимизационная процедура решения обобщенного матричного уравнения Сильвестра // Проблемы управления и информатики.– 1998.– N4.– C.51–65.
- Юрченко И. В., Ясинский В. К., Береза В. Ю. Об устойчивости и ограниченности в среднем квадратическом решений стохастических дифференциальных уравнений нейтрального типа с несколькими постоянными отклонениями аргумента // Проблемы управления и информатики.– 2000.– N1.– C.28–43. see english translation «Journal of Automation and Information Sciences», 2000, Issue 2, 21-33.
- Королюк В. С., Мусуривский В. И., Юрченко И. В. Устойчивость динамических систем с последействием с учетом марковских возмущений // Кибернетика и системный анализ.– 2007.– № 6.–С.134–146. see english translation «Cybernetics and System Analysis», Vol.43, № 6, 876—885.
- Korolyuk V.S., Yasinskii V.K., Yurchenko I.V. Stability of Diffusion Stochastic Functional Differential Equations with Markov Parameters // Cybernetics and System Analysis.– 2008.– Vol.44, № 1.– P.56–67. see english translation «Cybernetics and System Analysis», Vol.44, № 1, 56-67.
- Лукашив Т. О., Юрченко И. В., Ясинский В. К. Метод функций Ляпунова исследования устойчивости стохастических систем Ито случайной структуры с импульсными марковскими переключениями. I. Общие теоремы об устойчивости импульсных стохастических систем // Кибернетика и системный анализ.– 2009.– № 2.– С.135–145. see english translation «Cybernetics and System Analysis», Vol.45, № 2, 281—290.
- Лукашив Т. О., Юрченко И. В., Ясинский В. К. Метод функций Ляпунова исследования устойчивости стохастических систем Ито случайной структуры с импульсными марковскими переключениями. II. Устойчивость по первому приближению импульсных стохастических систем с марковскими параметрами // Кибернетика и системный анализ.– 2009.– № 3.– С.146–158. see english translation «Cybernetics and System Analysis», Vol.45, № 3, 464—476.
- Nikitin A.V., Yurchenko I.V., Yasinskiy V.K. Stability of stochastic self-adjusting automatic control systems with after effect. Part I. Mean square asymptotic stability of systems of linear stochastic differential-difference equations // Cybernetics and Systems Analysis.– 2010.– Vol.46, № 1.– P.80–92. see english translation «Cybernetics and System Analysis», Vol.46, № 1, 80-92.
- Koroliuk V.S., Yurchenko I.V., Yasynskyy V.K. Asymptotic of the state vector of delayed impulsive diffusion systems with Markov parameters // Cybernetics and Systems Analysis.– 2011.– Vol.47, № 4.– P.571–586. see english translation «Cybernetics and System Analysis», Vol.47, № 4, 571—586.
- Donez N. P., Yurchenko I. V., Yasynskyy V. K. Mean Square Behavior of the Strong Solution of a Linear non-Autonomous Stochastic Partial Differential Equation with Markov Parameters // Cybernetics and System Analysis.– 2014.– Vol.50, № 6.– P.930–939. see english translation «Cybernetics and System Analysis», Vol.50, № 6, 930—939.
- Koroliuk V. S., Yurchenko I. V., Yasynskyy V. K. Behavior of the Second Moment of the Solution to the Autonomous Stochastic Linear Partial Differential Equation with Random Parameters in the Right-Hand Side // Cybernetics and Systems Analysis.- 2015.- Vol. 51, Issue 1.- PP.56-63. see english translation «Cybernetics and System Analysis», Vol.51, № 1, 56-63.
- Yurchenko I.V., Yasynskyy V.K. Stability of self-adaptive stochastic dynamic systems with finite aftereffect and reference model // Cybernetics and System Analysis. — 2015. — Vol. 51, N 6. — P.915 –928. see english translation «Cybernetics and System Analysis», Vol.51, № 6, 915—928.
- Yurchenko I.V., Yasynskyy V.K. The existence of Lyapunov-Krasovskii functionals for stochastic differential-functional Ito-Skorokhod equations under the condition of the solutions stability on probability with finite aftereffect // Cybernetics and Systems Analysis. — 2018. — Vol.54, Iss.6. — P. 957—970.
- Lukashiv T.O., Yurchenko I.V., Yasynskyy V.K. Necessary and Sufficient Conditions of Stability in the Quadratic Mean of Linear Stochastic Partial Differential-Difference Equations Subject to External Perturbations of the Type of Random Variables // Cybernetics and System Analysis. — 2020. — Vol. 56, Iss. 2. — P. 303—311.
- http://dspace.nbuv.gov.ua/browse?value=Юрченко%2C+І.В.&type=author

## Відзнаки
Нагороджений почесною грамотою Чернівецької міської ради у 2013 році.
1. ↑  https://orcid.org/0000-0001-9929-5758